# W-19-Klasse
Die W-19-Klasse (japanisch 第十九号型掃海艇 Dai Jūkyū Gō-gata Sōkaitei, deutsch ‚Minensucher Nr.19-Klasse‘) war eine Klasse von siebzehn  Minensuchbooten der Kaiserlich Japanischen Marine, die im Zweiten Weltkrieg zum Einsatz kamen.

## Einheiten
| Bau-Nr.            | Name                                                | Bauwerft                   | Kiellegung                 | Stapellauf                 | Indienststellung           | Verbleib |
| Maru 4 Keikaku     | Maru 4 Keikaku                                      | Maru 4 Keikaku             | Maru 4 Keikaku             | Maru 4 Keikaku             | Maru 4 Keikaku             | Maru 4 Keikaku |
| ------------------ | --------------------------------------------------- | -------------------------- | -------------------------- | -------------------------- | -------------------------- | --- |
| 164                | Dai-19-Gō Sōkaitei (第19号掃海艇) Minensucher Nr.19 | Ishikawajima Zōsen, Tokio  | 17. September 1940         | 18. Februar 1941           | 31. Mai 1941               | versenkt am 10. Dezember 1941 durch Luftangriff, im Cagayan Fluss auf der Insel Luzon                             |
| 165                | Dai-20-Gō Sōkaitei Minensucher Nr.20                | Ishikawajima Zōsen, Tokio  | 19. März 1941              | 17. September 1941         | 15. Dezember 1941          | versenkt am 5. Mai 1945 durch amerik. U-Boot USS Trepang, im Gelben Meer                                          |
| 166                | Dai-21-Gō Sōkaitei Minensucher Nr.21                | Harima Zōsen, Aioi         | 20. September 1941         | 28. Februar 1942           | 29. Juni 1942              | außer Dienst am 25. Oktober 1945, am 1. Oktober 1947 Kriegsbeute USA – versenkt als Zielschiff am 7. Oktober 1947 |
| 167                | Dai-22-Gō Sōkaitei Minensucher Nr.22                | Ishikawajima Zōsen, Tokio  | 6. Oktober 1941            | 28. April 1942             | 31. Juli 1942              | versenkt am 11. November 1944 durch Luftangriff, bei Palau                                                        |
| 168                | Dai-23-Gō Sōkaitei Minensucher Nr.23                | Ishikawajima Zōsen, Tokio  | 5. Mai 1942                | 13. Januar 1943            | 31. März 1943              | außer Dienst am 25. Oktober 1945, am 3. Oktober 1947 Kriegsbeute UdSSR                                            |
| 169                | Dai-24-Gō Sōkaitei Minensucher Nr.24                | Harima Zōsen, Aioi         | 5. Mai 1942                | 16. September 1942         | 25. Januar 1943            | versenkt am 15. Juli 1945 durch Luftangriff, in der Tsugaru-Straße                                                |
| Maru Kyū Keikaku   |                                                     |                            |                            |                            |                            | |
| 410                | Dai-25-Gō Sōkaitei Minensucher Nr.25                | Marinewerft Kure           |                            |                            | 30. April 1943             | versenkt am 4. Juli 1944 durch Luftangriff, bei Chichi-jima                                                       |
| 411                | Dai-26-Gō Sōkaitei Minensucher Nr.26                | Mitsubishi, Yokohama       |                            |                            | 31. März 1943              | versenkt am 17. Februar 1944 durch Luftangriff, bei Rabaul                                                        |
| 412                | Dai-27-Gō Sōkaitei Minensucher Nr.27                | Harima Zōsen, Aioi         | 10. Juni 1942              | 23. Februar 1943           | 31. Juli 1943              | versenkt am 10. Juli 1945 durch amerik. U-Boot USS Runner, bei Yamada                                             |
| 413                | Dai-28-Gō Sōkaitei Minensucher Nr.28                | Marinewerft Kure           |                            |                            | 28. Juni 1943              | versenkt am 29. August 1944 durch amerik. U-Boot USS Jack, in der Celebessee                                      |
| 414                | Dai-29-Gō Sōkaitei Minensucher Nr.29                | Ishikawajima Zōsen, Tokio  |                            |                            | 22. Oktober 1943           | gesunken nach Minentreffer am 7. Mai 1945, bei Shimonoseki                                                        |
| 415                | Dai-30-Gō Sōkaitei Minensucher Nr.30                | Ishikawajima Zōsen, Tokio  |                            |                            | 5. Februar 1944            | versenkt am 11. November 1944 durch amerik. Luftangriff, während der Schlacht in der Ormoc Bay                    |
| 416 417            | Bauaufträge 1945 storniert                          | Bauaufträge 1945 storniert | Bauaufträge 1945 storniert | Bauaufträge 1945 storniert | Bauaufträge 1945 storniert | Bauaufträge 1945 storniert                                                                                        |
| 418                | Dai-33-Gō Sōkaitei Minensucher Nr.33                | Mitsubishi, Yokohama       |                            |                            | 31. Juli 1943              | versenkt am 9. August 1945 durch amerik. Luftangriff, bei Onagawa                                                 |
| 419                | Dai-34-Gō Sōkaitei Minensucher Nr.34                | Ishikawajima Zōsen, Tokio  |                            |                            | 29. Mai 1944               | versenkt am 21. Mai 1945 durch amerik. U-Boot USS Chub, in der Javasee                                            |
| 420 421 422        | Bauaufträge 1945 storniert                          | Bauaufträge 1945 storniert | Bauaufträge 1945 storniert | Bauaufträge 1945 storniert | Bauaufträge 1945 storniert | Bauaufträge 1945 storniert                                                                                        |
| 423                | Dai-38-Gō Sōkaitei Minensucher Nr.38                | Fujinagata Zōsen, Osaka    |                            |                            | 10. Juni 1944              | versenkt am 19. November 1944 durch amerik. U-Boot USS Atule, in der Bashistraße                                  |
| 424                | Dai-39-Gō Sōkaitei Minensucher Nr.39                | Harima Zōsen, Aioi         | 3. Dezember 1943           | 24. Februar 1944           | 27. Mai 1944               | versenkt am 20. Juli 1945 durch amerik. U-Boot USS Threadfin, im Gelben Meer                                      |
| 425                | Bauaufträg 1945 storniert                           | Bauaufträg 1945 storniert  | Bauaufträg 1945 storniert  | Bauaufträg 1945 storniert  | Bauaufträg 1945 storniert  | Bauaufträg 1945 storniert                                                                                         |
| 426                | Dai-41-Gō Sōkaitei Minensucher Nr.41                | Fujinagata Zōsen, Osaka    |                            |                            | 17. Juli 1944              | versenkt am 4. Januar 1945 durch Luftangriff, bei Hainan                                                          |
| 427 bis 437        | Bauaufträge 1945 storniert                          | Bauaufträge 1945 storniert | Bauaufträge 1945 storniert | Bauaufträge 1945 storniert | Bauaufträge 1945 storniert | Bauaufträge 1945 storniert                                                                                        |
| Kai-Maru 5 Keikaku |                                                     |                            |                            |                            |                            | |
| 5301 bis 5336      | Bauaufträge 1944 storniert                          | Bauaufträge 1944 storniert | Bauaufträge 1944 storniert | Bauaufträge 1944 storniert | Bauaufträge 1944 storniert | Bauaufträge 1944 storniert                                                                                        |

## Technische Beschreibung

### Rumpf
Der Rumpf der Boote der W-19-Klasse, unterteilt in wasserdichte Abteilungen, war 72,5 Meter lang, 7,85 Meter breit und hatte bei einer Einsatzverdrängung von 767 Tonnen einen Tiefgang von 2,61 Metern.

### Antrieb
Der Antrieb erfolgte durch zwei  mischbefeuerte Dampferzeuger – Kampon-Kesseln des Yarrow-Typs – und zwei Getriebeturbinensätze, mit denen eine Gesamtleistung von 3.850 PS (2.832 kW) erreicht wurde. Die Leistung wurde an zwei Wellen mit je einer Schraube abgegeben. Die Höchstgeschwindigkeit betrug 20 Knoten (37 km/h) und die maximale Fahrstrecke 2.000 Seemeilen (3.704 km) bei 14 Knoten.

### Bewaffnung

#### Artillerie
Bei Indienststellung bestand die Bewaffnung aus drei 12-cm-Geschützen in Kaliberlänge 45 Typ 11 Modell M. Dieses ab 1920 eingeführte Seezielgeschütz hatte eine Feuerrate von 5 Schuss die Minute und eine Lebensdauer von 700 bis 1000 Schuss. Es konnte eine 20,41 Kilogramm schwere Granate bis zu 16 Kilometer weit schießen und war in drei 8,9 Tonnen schweren Einzellafetten mit Schilden zum Splitterschutz untergebracht. Diese waren in Bootsmittellinie, einer vor dem Brückenaufbau und zwei hinter bzw. vor dem achteren Deckshaus, aufgestellt. Die Einzellafetten hatten eine Seitenrichtgeschwindigkeit von bis 4° pro Sekunde, eine Höhenrichtgeschwindigkeit von bis 6° pro Sekunde und einen Höhenrichtbereich von −10° bis +55°.

#### Flugabwehr
Zur Flugabwehr standen zwei 2,5-cm-Maschinenkanonen Typ 96 zur Verfügung. Diese 2,5-cm-Maschinenkanonen verschossen im Einsatz rund 110 bis 120 Schuss pro Minute und die effektive Reichweite lag bei etwa 3 Kilometern bei 85° Rohrerhöhung.
Bedingt durch die Bedrohung durch die alliierten Luftstreitkräfte während des Pazifikkrieges, kam es 1944 zur Verstärkung der Flugabwehrbewaffnung aller noch vorhandenen Boote. Die Bewaffnung bestand nun aus neun 2,5-cm-Maschinenkanonen, welche über das Boot verteilt waren und auch eines der 12-cm-Seezielgeschütze ersetzten.

#### U-Jagdausrüstung

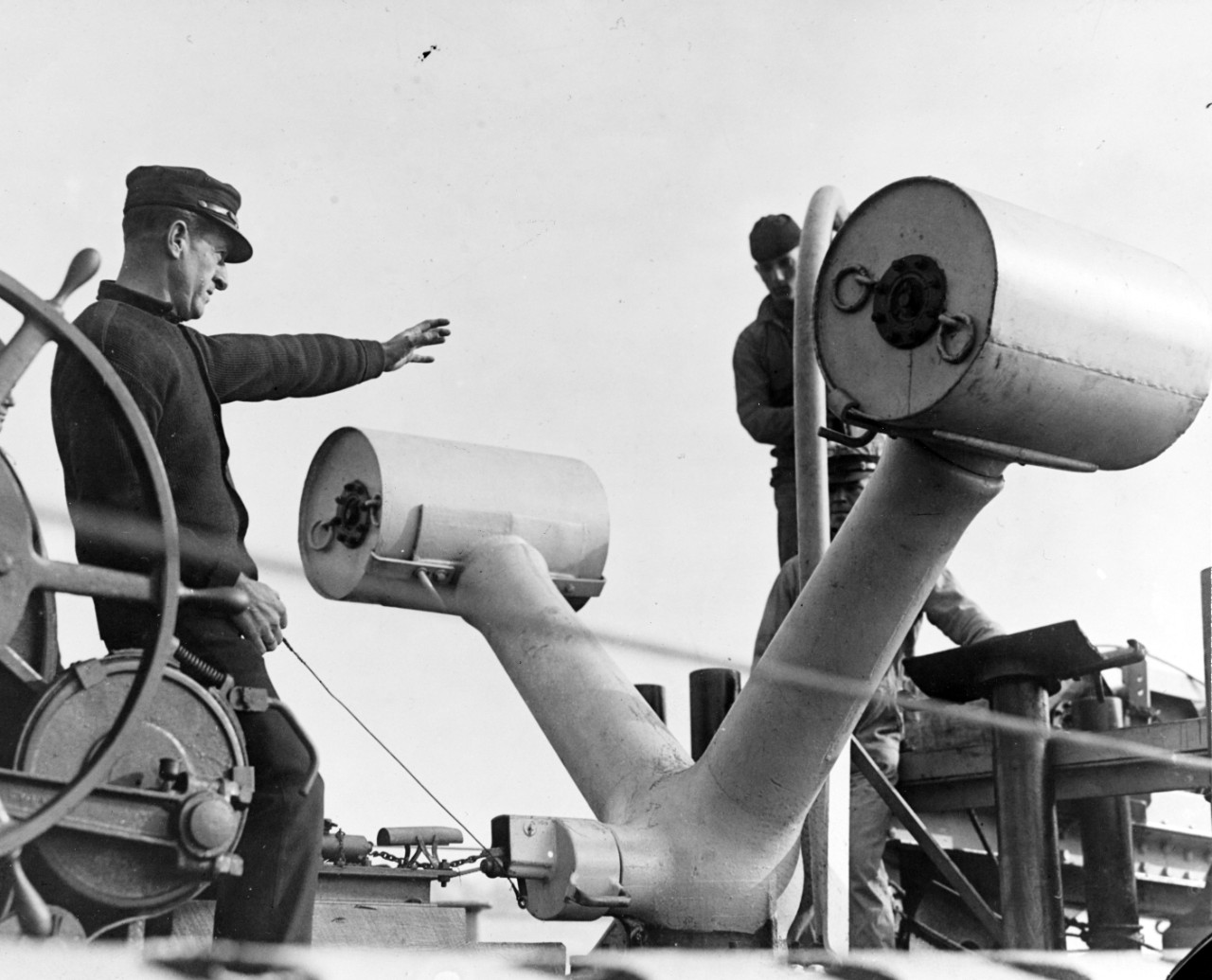
Amerikanischer Y-Wasserbombenwerfer, ähnlich dem japanischen Typ 94

Die U-Jagdbewaffnung bestand aus zwei Ablaufschienen und einem Y-Wasserbombenwerfer Typ 94 mit 36 Wasserbomben, welche sich auf dem Achterdeck befanden. Dieser 1934 eingeführte Y-Werfer hatte ein Gewicht von 680 Kilogramm und konnte zwei Wasserbomben des Typ 95 jeweils 95 Meter, bei einer Flugzeit von fünf Sekunden, weit feuern. Bei Einzelschuss betrug die Reichweite 105 Meter und die Flugzeit 4,5 Sekunden.

#### Minensuchausrüstung
Zum mechanischen Räumen von Seeminen (Ankertauminen) verfügte die Klasse über Minenräumgeschirr bestehend aus Räumottern (engl. Paravane), welche mittels zweier Davits am Heck abgelassen wurden. Diese Räumotter wurden seitlich vom schleppenden Fahrzeug nachgezogen und durch Tragflächen auf Höhe gehalten. Das gespannte Schleppkabel konnte nun die Ankertaue von Ankertauminen zum Räumotter führen, wo es durch Kabelschneider durchtrennt wurde, und die Mine aufschwamm. Danach konnte sie mittels Handfeuerwaffen oder Schiffsartillerie zur Explosion gebracht werden. Sollte das Ankertau nicht durchtrennt werden, wurde die Mine und der Räumotter zur Kollision und damit Explosion gebracht. Das Schleppkabel konnte danach eingeholt und gegebenenfalls vorhandenes Ersatzgerät angebracht werden. Es wurden bis zu sechs Räumotter an Bord mitgeführt.

### Sensoren

#### Sonar
Zur Suche nach U-Booten war ein Echoortungssystem des Typ 93 und ein Hydrophon-Set vom Typ 93 eingerüstet. Dieses Hydrophon-Set bestand aus zwei Gruppen zu je acht Sensoren, eine Gruppe auf jeder Bootsseite.

## Besatzung
Die Besatzung hatte eine Stärke von 98 Offizieren, Unteroffizieren und Mannschaften.